# فيل سيلرز
فيل سيلرز (بالإنجليزية: Phil Sellers)‏ مواليد 20 نوفمبر 1953 في بروكلين، نيويورك، هو مدرب ولاعب
كرة سلة أمريكي. بدأ مسيرته الاحترافية في سنة 1976. تم اختياره من قبل فريق ديترويت بيستونز خلال الدرافت. حمل الرقم 11. بلغ طوله 6 قدم 4 بوصة (1.9 م). اعتزل اللعب في 1979.

## روابط خارجية
- فيل سيلرز على موقع إن بي أي (الإنجليزية)
- فيل سيلرز على موقع سبورتس رفرنس (الإنجليزية)
- فيل سيلرز على موقع كلية كرة السلة في سبورتس رفرنس.كوم (الإنجليزية)
- فيل سيلرز على موقع ريلجم (الإنجليزية)
- فيل سيلرز على موقع بروبوليرز (الإنجليزية)